# وجیه‌الله آزموده
وجیه‌الله آزموده سیاست‌مدار ایرانی بود، که در دوره بیست و چهارم مجلس شورای ملی بعنوان نماینده بروجرد از استان لرستان در مجلس شورای ملی حضور داشت.